# Giuseppe Corno
Giuseppe Corno (Castelfranco Veneto, 12 ottobre 1964) è un cavaliere italiano specializzato nel salto ostacoli e Istruttore Federale di Terzo Livello Master Salto Ostacoli.

## Formazione
Da giovanissimo, intorno al 1974 inizia a montare a Vedelago, seguito dall'istruttore federale Luigi Favaro.
Tra il 1974 e il 1976 si affida a Vittorio Cavalieri e Luciano Campagnaro.
Nel 1976 raggiunge la Scuola Padovana di Equitazione (SPE), scuola storica di Equitazione situata al centro di Padova, prima sotto la guida di Efisio Murtas, Evaristo Mele e successivamente di Stefano Carli.
Successivamente si trasferisce a montare nel piccolo centro ippico di casa a San Martino di Lupari, seguito da Antonio Rasero, con il quale inizia con le categorie Juniores.
Intorno al 1980 a Portogruaro viene seguito da Lucio Manzin mentre nel 1981, a Pordenone, si affida per un periodo ad Anton Schweigl.
Nel 1981 inizia a collaborare con il Conte Alberto Tommasi di Vignano a Mogliano Veneto, nel 1983 invece diventa cavaliere, assieme ad Antonio Piovan, del noto commerciante Giuseppe Zancarli lavorando presso la sua scuderia di Sirmione.
Nel 1985 viene arruolato nell'Arma dei Carabinieri e richiesto dalla FISE per diventare cavaliere federale ai Pratoni del Vivaro. In questo periodo inizia quindi la sua formazione con Raimondo D'Inzeo, poco dopo con Marcel Rosier, in quel periodo tecnico federale della prima squadra italiana. Gli vengono quindi affidati tra i migliori cavalli federali del momento tra cui Impedoumi e Inviolable.
Nel 1987 a Palm Beach monta per più di un mese con Joe Fargis. Dopo il periodo federale, sempre indossando la divisa, si sposta alla Caserma Pastrengo di Roma e continua la sua formazione, montando sempre cavalli dell'arma, sotto la guida di Giancarlo Gutierrez.
Nel 1990 si congeda e inizia a lavorare con Giorgio Nuti per lo sponsor svizzero Gilardoni a Misinto, nel 1992 lavora per la sponsor Silvana Lucchini a Brescia e nel 1994, a Misinto, inizia a collaborare con Guido Dominici.
Intorno al 1996 inizia a complementare la sua attività agonistica con l'istruzione, lavorando in diverse scuderie tra cui "la Venturina", Locate Triulzi, "Villa Scheibler", Rho, "la Colombera", Binasco.
Nel 2000 colloca la sua "scuderia" presso Cascina Moncucca, a Casalnoceto, dove tuttora risiede continuando a dedicare tutte le sue energie ai cavalli e continuando comunque ad impartire lezioni individuali e stage. 

## Carriera
- 1980 medaglia di Bronzo Campionato Italiano Juniores, Birago, Mistery

- 1981 Campionato Europeo Juniores, Aarau, Hermine D

- 1985 11º individuale Campionato Europeo Young Rider[26], Donaueschingen, Inviolable

- 1985 3º Campionato Italiano Assoluto Young Rider, Cervia, Inviolable

- 1986 1º Campionato Italiano Assoluto Senior[27], Salice Terme, Impedoumi

- 1986 7º Campionato del Mondo a Squadre[28], Aachen, Impedoumi

- 1986 26° Individuale Campionato del Mondo[29][30], Aachen, Impedoumi
- 1986 7° GP Piazza di Siena, Roma, Impedoumi

- 1986 4° GP Lucerna, Impedoumi

- 1987 9° Gp Hickstead, Impedoumi
- 1990 5º Campionato Italiano Assoluto Senior, Salice Terme, Jonathan

Nella sua carriera oltre ad innumerevoli vittorie nazionali ed internazionali, menzioniamo: 2 vittorie di Gran Premio d'Italia, 6 partecipazioni allo CSIO Italiano Piazza di Siena di cui due in Coppa, 2 partecipazioni alla Coppa delle Nazioni ad Aachen, 1 Coppa delle Nazioni a Hickstead, 1 Coppa delle Nazioni a Fointainebleau, 1 Coppa delle Nazioni a Lucerna, CSIO La Baule, 3° Potenza a Piazza di Siena (215cm) e 1° a Reims (220cm).

## Benemerenze Sportive
Medaglia di Bronzo CONI